# Distretto di Llacllín
Il distretto di Llacllín è un distretto del Perù nella provincia di Recuay (regione di Ancash) con 1.418 abitanti al censimento 2007 dei quali 723 urbani e 695 rurali.
È stato istituito l'8 novembre 1963.